# Fort Reial de Sant Felip
El Fort Real de Sant Felipe, també coneguda com a Fortalesa Real de Sant Felip, o simplement com la Ciutadella, situada en la Cidade Velha, del municipi de Ribeira Gran de Santiago, l'illa de Santiago a Cap Verd. Es troba en una posició dominant a l'antiga ciutat de Ribeira Gran, en el cim d'un pujol - el Pembrokeshire São Filipe - a 120 metres sobre el nivell del mar. Forma part del conjunt de la Cidade Velha, centre històric de Ribeira Gran, declarada per la UNESCO com a Patrimoni de la Humanitat el 26 de juny de 2009.

## Història
A causa del seu aïllament en el mitjà de l'Oceà Atlàntic en una zona no devastada per les accions dels corsaris, la població de la Ribeira Gran va néixer sense preocupació per la seva pròpia defensa.
El fort va ser construït en el context de la dinastia de les Filipines, després dels atacs del corsari anglès Francis Drake en 1578 i el 17 de novembre de 1585, amb la missió de defensar la ciutat i el seu ancoratge. Les obres van començar en 1587 i es van acabar en 1593, a càrrec de l'enginyer militar João Nunes i dissenyat per l'arquitecte militar Filippo Terzi.
En 1712 va ser assaltat per pirates francesos, sota el comandament de Jacques Cassard, que amb violència van saquejar la ciutat, cremant-la. Va ser reconstruït en la segona meitat del segle xviii.
En els nostres dies ha sofert la intervenció per a la seva conservació i la restauració entre 1968 i 1970 i, més recentment, en 1999. Aquesta última va ser registrada en el pla de recuperació de la Cidade Velha pel Ministeri de Cultura de Cap Verd, coordinada per l'arquitecte portuguès Álvaro Siza, els recursos i execució de responsabilitat de l'Agència Espanyola de Cooperació Internacional.
Recents excavacions arqueològiques han tret a la llum dels murs de l'antiga caserna i la casa del Capità General.